# Televisión Cubana
Televisión Cubana o TVC è l'ente pubblico incaricato dell'amministrazione delle reti televisive cubane. È controllato e amministrato dall'Instituto Cubano de Radio y Televisión. La missione di TVC è offrire una programmazione televisiva diversificata, così come controllare e organizzare lo sviluppo della televisione sull'isola.

## Canali

### Nazionali
- Cubavisión: È stato il primo canale creato a Cuba. Iniziò le sue trasmissioni il 10 dicembre 1950 col nome di CMQ-TV. Nel 1959 venne nazionalizzato e cambiò la sua denominazione in Canal 6. Assume la sua attuale denominazione nel 1988. Canale generalista, trasmette lungo tutte le 24 ore.
- Tele Rebelde: Creato il 22 luglio 1968 come Canale 2, trasmette perlopiù programmi di informazione ed eventi sportivi.
- Cubavisión Internacional: Creato il 26 luglio 1986, è la versione internazionale di Cubavisión, destinata alla trasmissione via satellite verso l'estero.
- Canal Educativo: Creato il 9 maggio 2002, è un canale orientato su cultura e educazione.
- Canal Educativo 2: Creato il 2 aprile 2004, amplia l'offerta di Canal Educativo.
- Multivisión: Creato il 7 luglio 2008. Canale generalista che sfrutta le frequenze dei canali locali negli orari in cui questi non trasmettono. Ha un palinsesto dedicato all'intrattenimento.

### Locali
TVC gestisce 16 differenti canali locali, uno per ciascuna provincia:
- Canal Habana: L'Avana
- Tele Pinar: Pinar del Río
- ArTV: Artemisa
- Tele Mayabeque: Mayabeque
- Islavisión: Isola della Gioventù
- TV Yumurí: Matanzas
- Tele Cubanacán: Villa Clara
- Centrovisión Yayabo: Sancti Spíritus
- Perlavisión: Cienfuegos
- Tele Camagüey: Camagüey
- TV avileña: Ciego de Ávila
- CNC Granma: Granma
- Tunasvisión: Las Tunas
- Tele Cristal: Holguín
- Tele Turquino: Santiago di Cuba
- Sol Visión: Guantánamo